# 蒙科尼
蒙科尼（法語：Montcony，法語發音：[mɔ̃kɔni]）是法国索恩-卢瓦尔省的一个市镇，属于卢昂区。

## 地理
蒙科尼（46°41'57"N, 5°17'37"E）面积10.74 平方千米，位于法国勃艮第-弗朗什-孔泰大區索恩-卢瓦尔省，该省份为法国中部省份，北起顺时针与科多尔省、汝拉省、安省、罗讷省、卢瓦尔省、阿列省和涅夫勒省接壤。
与蒙科尼接壤的市镇（或旧市镇、城区）包括：圣日耳曼迪布瓦、布雷斯地区弗朗日。

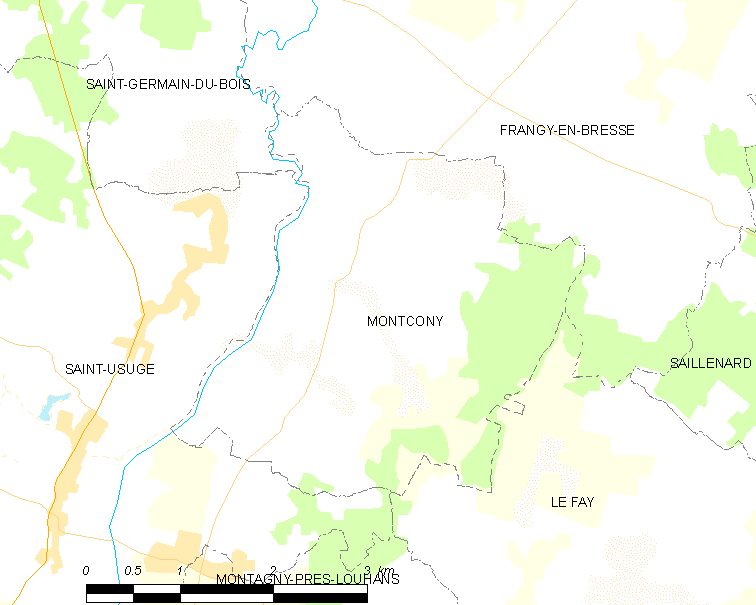
蒙科尼的OSM定位图

蒙科尼的时区为UTC+01:00、UTC+02:00（夏令时）。

## 行政
蒙科尼的邮政编码为71500，INSEE市镇编码为71311。

## 政治
蒙科尼所属的省级选区为卢昂县。

## 人口

1962-2008年间蒙科尼人口变化图示

蒙科尼于2022年1月1日时的人口数量为251人。